# Die Kinder des Gral (Romanreihe)

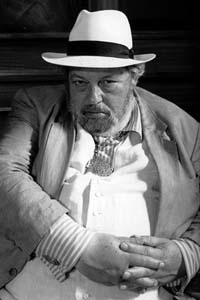
Peter Berling (1996), porträtiert von Erling Mandelmann.

Unter dem Titel Die Kinder des Gral, alternativ auch Grals-Zyklus oder Grals-Pentalogie genannt, wird eine fünf Bände umfassende Buchreihe aus dem Genre des historischen Romans des deutschen Autors Peter Berling zusammengefasst, die zwischen den Jahren 1991 und 2005 im Verlagshaus Bastei Lübbe erschienen ist.
1. Band, 1991: Die Kinder des Gral, ISBN 3-404-12060-4
2. Band, 1993: Das Blut der Könige, ISBN 3-404-12368-9
3. Band, 1995: Die Krone der Welt, ISBN 3-404-12634-3
4. Band, 1997: Der schwarze Kelch, ISBN 3-404-14262-4
5. Band, 2005: Der Kelim der Prinzessin, ISBN 3-7857-2193-5

## Rahmenhandlung
Bei den titelgebenden Kindern des Grals handelt es sich um den Jungen Roç und das Mädchen Yeza, die beide in die katharische Gemeinde Okzitaniens im heutigen Südfrankreich hineingeboren wurden. Über ihre genaue Herkunft sind nur die wenigsten eingeweiht, wie auch um ihre Bedeutung lange ein Geheimnis gemacht wird. Sie leben als Geschwister, müssen aber nicht zwangsläufig dieselben Eltern gehabt haben. Sie stehen im Zentrum eines von der geheimen Gesellschaft der Prieuré de Sion ersonnenen »Großen Plans«, wonach sie als das Heil bringende Königspaar gelten, unter deren Herrschaft das christliche Abendland und das islamische Morgenland zu einem im Frieden vereinten Königreich neugeordnet werden sollen.
Von den inquisitorischen Vertretern der katholischen Kirche aber werden sie als Ketzerkinder und Brut des verhassten Staufergeschlechts angesehen und deshalb verfolgt. Noch als Kleinkinder werden sie in der Nacht vor der Kapitulation des Montségur 1244 von Mitgliedern der Prieuré in Sicherheit gebracht, um sie vor dem Zugriff der Kirchenoberen zu bewahren. So zu Waisen geworden, nimmt sich ihrer der Franziskaner William von Roebruk fürsorglich an. Zusammen müssen sie, stets im Verborgenen, vor den eifernden Häschern der Kirche fliehen und werden dabei an unzählige geographische wie historische Orte der Mittelmeerwelt des 13. Jahrhunderts und darüber hinaus verschlagen. Ihre Wege kreuzen sich mit mancherlei Fürsten, Kreuzrittern und Assassinen, Mamluken und Mongolen. Dabei müssen sie sich ihren Verfolgern wie auch der Idealisierung ihrer Unterstützer erwehren, um eines Tages ein selbstbestimmtes Leben führen zu können. Doch werden die Kinder stets aufs Neue von ihrem Schicksal als das Königspaar des Grals, der Letzten der Blutslinie Davids, eingeholt.

## Die Bände im Einzelnen

### Die Kinder des Gral
Der Handlungszeitraum erstreckt sich vom Herbst 1243 bis Herbst 1247.
Die Handlung des ersten Bandes beginnt mit der Belagerung des Montségur im Sommer 1243, an welcher der eher dem weltlichen Müßiggang verschriebene Franziskaner William von Roebruk als Feldkaplan des königlichen Seneschalls teilnimmt. Hier wird er am Vorabend der Kapitulation der Katharer unfreiwilliger Zeuge der Evakuierung zweier Kleinkinder durch Mitglieder eines geheimen Zirkels, dem sowohl Ritterbrüder der Templer und Deutschherren als auch kirchliche Würdenträger und ungläubige Sarazenen anzugehören scheinen. Statt von ihnen als unliebsamer Zeuge getötet zu werden, wird William mit der Obhut der Kinder betraut und befindet sich mit ihnen von nun an auf der Flucht vor dem eifernden Ketzerhasser Vitus von Viterbo.
Nachdem für die Kinder im apulischen Otranto ein Versteck gefunden wurde, soll die Kurie auf eine falsche Fährte gelockt werden, indem William und ein falsches Kinderpaar unter das Gefolge des kurz vor seiner Abreise zu den Mongolen stehenden Giovanni del Piano di Carpinis geschmuggelt werden sollte. Doch auf dem Weg nach Süddeutschland, von wo die Reisegesandtschaft aufbrechen sollte, geht William in den Tälern der Alpen verschollen und fällt in die Geiselhaft der Saratz. Nachdem er diesem halbheidnischen Volk das Evangelium gepredigt und sich in die Tochter seines Gastgebers verliebt hat, steht er kurz davor, sich mit einer Zukunft als Priester der Saratzgemeinde abzufinden. Doch die Abenteuerlust treibt ihn wieder aus den Alpen zu den Kindern, an deren Fersen nach wie vor Vitus hängt. Um ihm zu entgehen, wird die Flucht nach Konstantinopel fortgesetzt, wo Carpinis Reisegesellschaft auf ihrem Weg zurück ins Abendland erwartet wird. Aber auch diverse andere Mächte finden sich hier ein, mit je eigenen Interessen an den Kindern, die hier der Welt als das kommende Friedenskönigspaar offenbart werden sollen.
Die Handlung wird zum Teil aus der Ich-Perspektive Roebruks erzählt. Diese Abschnitte stellen Auszüge aus einer fiktiven Chronik des Mönches, (Roebruksche Chronik), dar, die von ihm „im Andenken der Kinder aus königlichem Blut“ (In memoriam infantium ex sanguine regali) geschrieben worden sein soll. Verschollen geglaubt, sei diese Chronik vom Autor nur noch in Fragmenten in arabischen Bibliotheken wiederentdeckt und für den Roman übersetzt worden.
Das Vorwort besteht gleichfalls aus einem fiktiven Schreiben Roebruks an seinen Mitbruder Lorenz von Orta, vermeintlich ein Bestandteil der Starkenberg-Rollen, welches er am Vorabend seiner tatsächlichen Reise in das Reich der Mongolen 1253 geschrieben haben soll.
Eigens für den Roman ins Deutsche übersetzt hat der Autor den Incipit des Berichts von Giovanni del Piano di Carpinis über dessen Reise zu den Mongolen (Ystoria Mongalorum quos nos Tartaros appellamus). Carpinis Reisebegleiter Benedikt von Polen wird hier als Ghostwriter des Werkes vorgestellt, der allerdings des Schreibens nicht mächtig ist. Der von der Prieuré zur Abschrift genötigte William vermerkt allerdings im Incipit nicht wie gefordert seinen Namen (Zwecks der Aufrechterhaltung der Behauptung über seine und der Kinder Teilnahme an dieser Reise), sondern, historisch korrekt, den seines Ordensbruders Benedikt.

### Das Blut der Könige

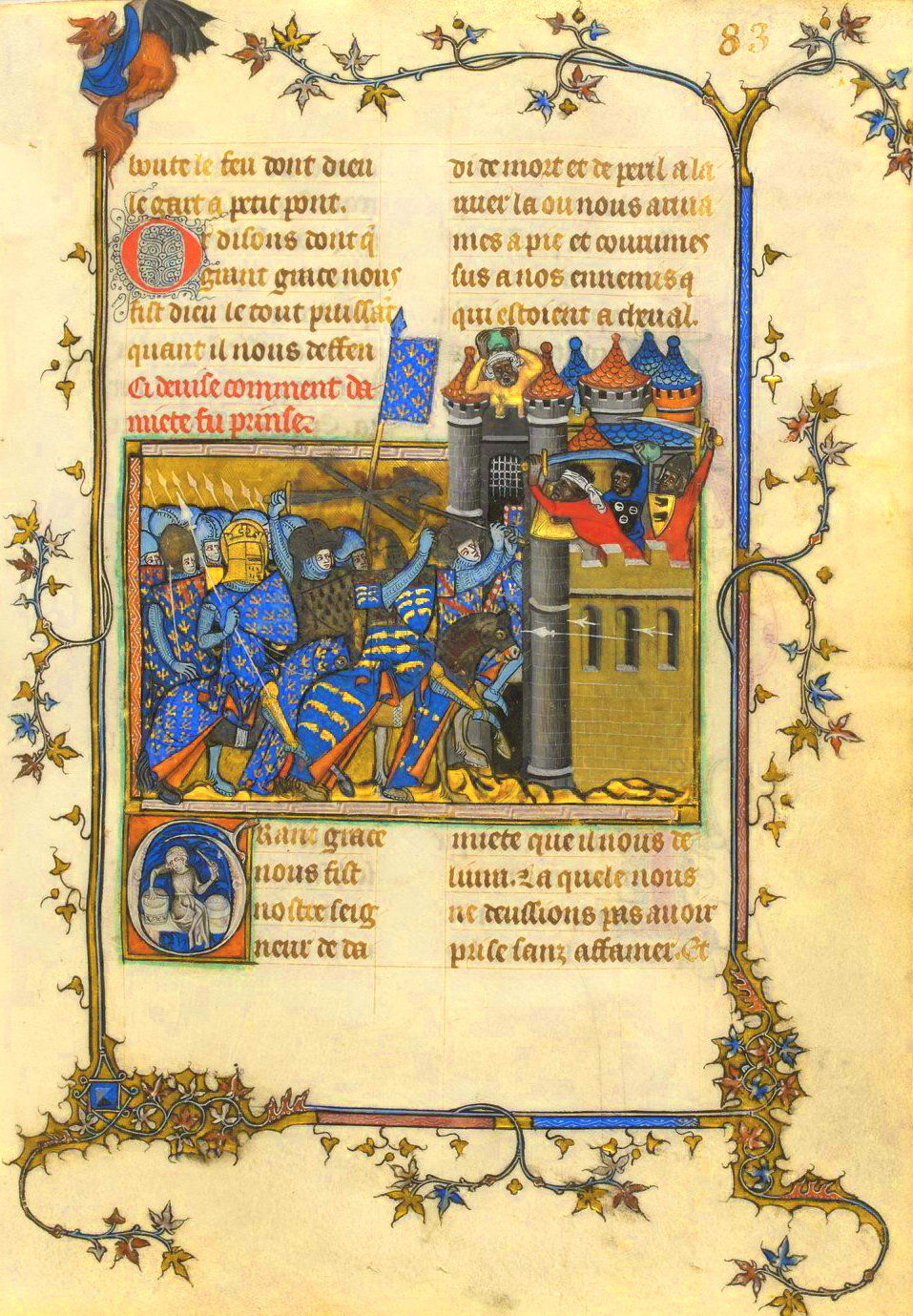
Kreuzzugsszene aus der ältesten Abschrift von Joinvilles Vie de Saint Louis. Französische Buchmalerei, frühes 14. Jahrhundert.

Der Handlungszeitraum erstreckt sich von August 1248 bis Juni 1251.
Im Sommer 1248 durchkreuzt eine gewaltige Flotte das Mittelmeer von Frankreich nach Zypern. König Ludwig IX. hat zum Kreuzzug zur Befreiung Jerusalems von den Ungläubigen aufgerufen und die Ritterschaft seines Reiches hat ihn erhört. Darunter auch der Graf Jean de Joinville, der sich im Orient den Erwerb von Nachruhm als Chronist verspricht, nachdem ihm am Hof seines kaiserlichen Vetters Friedrich II. auf Sizilien so manch Unbill widerfahren ist. Doch wird sein Schiff in der griechischen See von der Triere der berüchtigten Gräfin von Otranto gerammt und versenkt, so dass sich sein Weg ein Jahr nach einer ersten Begegnung in Konstantinopel ein weiteres Mal mit dem der geheimnisumwobenen Kinder des Grals und deren mütterlichst umsorgenden Hüters, des dicken Franziskaners William von Roebruk, kreuzt.
So verfängt sich nun auch Joinville in das Gespinst aus Intrigen und Verschwörungen, welches die Kinder umgibt. Neben der ominösen Geheimgesellschaft der Prieuré de Sion haben weitere Interessenten das Feld des Geschehens betreten. Die einen verfolgen durch eine dynastische Vereinigung mit dem Gralsgeschlecht eine Bereinigung der Usurpation des Throns der Franken durch die Capets, Prinz Robert von Artois strebt nach dem Thron Ägyptens mit Yeza als seiner Königin, während sich zugleich sein Bruder Karl von Anjou, skrupellos aus dem Hintergrund agierend, eine eigene Herrschaft über die Mittelmeerwelt verspricht. Von ihm wird der kaltblütige wie gefährliche Bretone Yves auf die Jagd nach den Kindern gehetzt. Doch geben sich Roç und Yeza ihren Beschützern wie Verfolgern zunehmend selbst bestimmender zu erkennen und sorgen unter diesen mit ihren eigenwilligen Handlungen für zusätzliches Chaos, während zeitgleich am Nil der Kampf zwischen Kreuzrittern und Muslimen tobt.
Wie schon im Vorgänger wird auch im zweiten Band des Gralszyklus der Erzählung in zwei Perspektiven gefolgt. Neben der personalen Perspektive tritt dieses Mal mit Jean de Joinville ein neuer Erzähler in der Ich-Perspektive in Erscheinung, der ein persönliches Tagebuch (Diarium) führt, in welchem er seine Erlebnisse und Eindrücke über den Kreuzzug und die Geschehnisse rund um die Kinder des Grals festhält. Im Verlauf der Geschichte gesellt sich ihm kurzzeitig William von Roebruk als sein Alter Ego der Niederschrift hinzu. Das Tagebuch stellt sich dabei als Originalversion von Joinvilles viele Jahre später geschriebener Königsvita (Vie de Saint Louis) heraus, welche letztlich nur eine auf den Kreuzzug und die Person des Königs redigierte Fassung des Tagebuchs darstellt, während über die Geschichte um die Gralskinder dem Willen der Prieuré gemäß ein „strengstes Stillschweigen“ vereinbart worden ist und sie deshalb auch in der Überlieferung Joinvilles der Damnatio memoriae anheimgefallen sind. Zahlreiche in der Vita beschriebene Anekdoten und genannte Personen sind für die Romanhandlung, teils wortwörtlich und teils in Details verändert, verwendet worden. Als Nebenfigur tritt weiterhin der ägyptische Chronist Ibn Wāsil auf, aus dessen Geschichte zur Ayyubidendynastie (Mufarriǧ al-kurūb fī aḫbār Banī Ayyūb) gleichfalls Elemente in den Roman eingeflossen sind.

### Die Krone der Welt
Der Handlungszeitraum erstreckt sich vom Juni 1251 bis in den Sommer 1256.

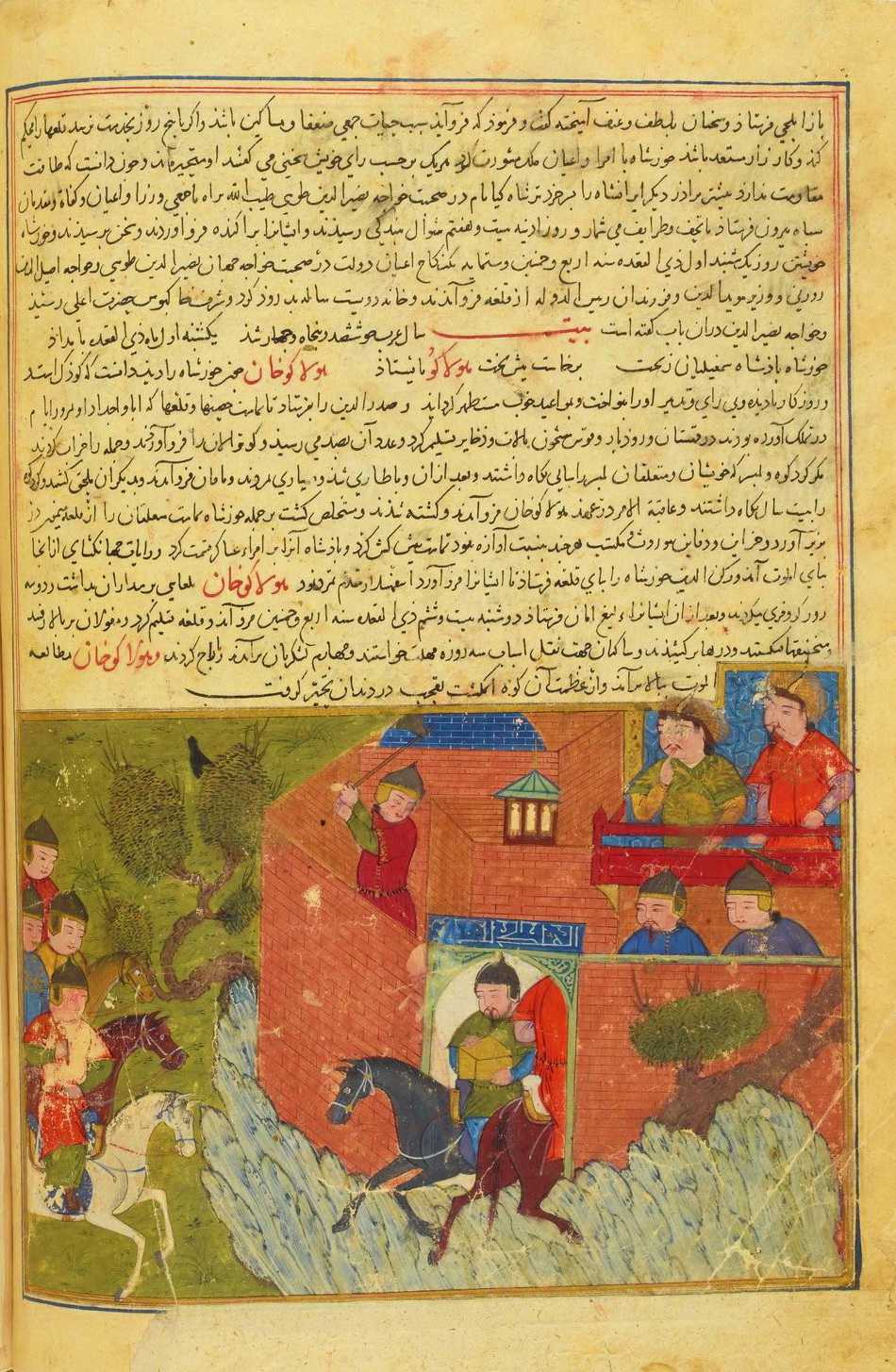
Darstellung und Beschreibung der Einnahme von Alamut durch die Mongolen in einer Ausgabe der Universalgeschichte des Raschid ad-Din. Persische Buchmalerei, 15. Jahrhundert.

Alamut, die wundersame Festung der Assassinen in Persien unter der Herrschaft ihres wahnsinnigen wie grausamen Imams, erweist sich für Roç und Yeza nicht als das wie erhofft sichere Refugium, wohin sie den Nachstellungen des Anjou entkommen sind. Die gewaltige Kriegsmacht der Mongolen unter dem neu gewählten Khagan Möngke rüstet zum Feldzug gegen die islamische Welt und droht deren Reiche und Herrscher unter ihrem Sturm hinweg zu spülen. Schon fordern sie von den Assassinen die Herausgabe des königlichen Paares, welches angeblich die Weltherrschaft verspricht. Die nicht minder besorgte Kurie zu Rom will das verhindern und setzt unter dem Deckmantel einer vom französischen König befohlenen Missionsreise einen Agenten auf sie an. Um einen neuerlichen Anschlag auf ihr Leben zu vereiteln, stellt sich William von Roebruk mit seinem vermeintlichen Erfahrungsschatz aus seiner ersten fingierten Mongolenreise freiwillig als Führer dieser neuerlichen Mission zur Verfügung. So macht sich William dieses Mal tatsächlich zu der langen Reise in das weite Tartarenland im fernen Osten auf, in der Hoffnung, dort mit „seinen Kindern“ wiedervereint zu werden.
Im dritten Band wird die bewährte Erzählweise aus dualen Perspektiven beibehalten. Die Ich-Perspektive wird dieses Mal von mehreren Erzählern eingenommen. William führt hier seine geheime Chronik fort, dazu stehen Roç und Yeza in Korrespondenz zu ihm, in der sie ihre Erlebnisse in Alamut und bei den Mongolen schildern. Lorenz von Orta berichtet unter seinem Alias „Bartholomäus von Cremona“ über den Religionsdisput zu Karakorum im Mai 1254. Dem Stil des Vorgängerbandes folgend, sind in diesen Berichten nun Anekdoten und Personen aus Rubruks historischem Reisebericht (Itinerarium ad partes orientales) eingebunden. Des Weiteren wird aus dem Schiffslogbuch der Triere unter ihrem neuen Steuermann Taxiarchos zitiert, wobei der Autor bei dieser Gelegenheit noch einmal aus dem Werk Joinvilles geschöpft hat, um die Errettung des Königs von Frankreich aus seinem Schiffbruch an der Küste Zyperns zu beschreiben. Weiterhin erstatten die Geheimagenten des Oberrichters der Mongolen, Bulgai, regelmäßig ihren Bericht.
Einige Handlungselemente, insbesondere jene der Assassinen von Alamut betreffend, sind von der zeitgenössischen „Geschichte des Welteroberers“ (Ta’rīch-i Dschahānguschāy) des Dschuwaini, welcher selbst im Roman als Protagonist auftritt, sowie dem Reisebericht von Marco Polo inspiriert. Die Beschreibung der Festung Alamut nimmt hier deutlich fantastische Züge an.

### Der schwarze Kelch
Der Handlungszeitraum erstreckt sich vom Sommer 1257 bis zum Jahresbeginn 1260.
Nach ihren Abenteuern im fernen Osten sind Roç und Yeza in ihre okzitanische Heimat zurückgekehrt, wo sie von König Ludwig IX. die Burg Quéribus als Lehen erhalten haben. Doch zur Ruhe kommen sie auch hier nicht, gelten sie doch als Galionsfiguren des okzitanischen Widerstands gegen Kirche und Krone, was wieder alte Gegner auf sie aufmerksam macht. Zugleich treibt sie die Suche nach dem Wesen des Grals und damit die Erfüllung ihres Schicksals um, was ihrer Liebe zueinander eine schwere Prüfung auferlegt und sie auf abenteuerlichen Wegen nach Jerusalem führt.
Im Unterschied zu den vorangegangenen Bänden wird dieser nahezu komplett in der personellen Perspektive erzählt, die nur sporadisch durch eine Korrespondenz Williams an die Gralskinder unterbrochen wird.
Für den Abschluss des umfangreichen Anhangs dieses Bandes hat der Illustrator Enki Bilal mehrere Portraitstudien von Yeza angefertigt.

### Der Kelim der Prinzessin
Der Handlungszeitraum erstreckt sich vom Frühjahr 1260 bis zum 3. September 1260.
Nach der Vernichtung von Aleppo ist die Welt Outremers angesichts der scheinbar unaufhaltbar aufziehenden Macht der Mongolen in Aufruhr. Die lokalen Machthaber Syriens und Ägyptens, ob christlich oder muslimisch, suchen ihr Überleben auf unterschiedlichen Wegen zu sichern. Die Mongolen indessen hoffen mit dem Königspaar des Grals als ihre Marionetten sich den „Rest der Welt“ gefügig zu machen, doch sind Roç und Yeza seit dem Armageddon von Jerusalem verschwunden. In der syrischen Wüste irren sie umher auf der Suche nach ihrem Platz in dieser Welt, doch ist dieser zwischen christlichen Raubrittern und muslimischen Emiren, zwielichtigen Bewunderern und der Welt entrückten Derwischen nicht zu finden. Durch diese Welt zieht ein Kelim seines Weges, ein Geschenk des Atabegs von Mossul für die Mongolen, dessen Knoten von tausend Dschinn bewohnt werden, die jedem Unglück verheißen, der auf ihn tritt. Schließlich kreuzen sich die Wege der Kinder und des Kelims mit denen der Armeen der Mongolen und Mameluken bei der Schlacht bei ʿAin Dschālūt.
In diesem finalen Band nimmt William von Roebruk seine Chronik wieder auf und bringt sie zum Abschluss.

## Dramatis personae
Die Namen der im Roman auftretenden historischen Persönlichkeiten sind hier in der Schreibweise gehalten, wie sie entsprechend darin verwendet werden.

### Roç und Yeza
Roç (alias Roger Trencavel du Haut Ségur, eigentlich Roger Ramon Bertrand) und Yeza (alias Esclarmonde du Mont y Sion, eigentlich Isabelle Constance Ramona) sind die Kinder des Grals, ein Paar, das von seiner Geburt an im Zentrum eines geheimen Machtkampfes zur Errichtung eines utopischen, religions- und länderüberspannenden Friedenskönigreichs steht. Diesem Ziel steht vor allem die Interessenspolitik der katholischen Kirche im Weg, von der sie aufgrund ihrer ihnen nachgesagten Abstammung als Ketzer verfolgt werden, aber auch einflussreiche weltliche Mächte gehören zu ihren Gegnern. Die schützende Hand über den Kindern stellt die Prieuré de Sion dar, ein geheimer Zirkel von Personen unterschiedlichster Glaubenszugehörigkeiten, die alle das Streben nach einem Friedenskönigreich eint. Doch an der Frage, wie dieses zu verwirklichen sei, scheiden sich die Geister, und die Hüter der Kinder offenbaren sich als von unterschiedlichen Interessen geleitete Idealisten, denen es schwerfällt, die sich entwickelnde Individualität ihrer Schützlinge anzuerkennen. Ihr Dienst an ihnen entspricht eher der Suche nach einem neuen Götzen, während andere in ihnen nur willkommene Marionetten für eigennützige Interessen sehen. Schließlich befinden sich die Kinder selbst auf der Suche nach ihrem Platz in dieser Welt, deren Bedarf nach einem Friedensreich sich als Wunschtraum einiger weniger offenbart.
Zu Beginn der Romanhandlung sind Roç und Yeza etwas mehr als drei Jahre alt und haben ihr Leben bis dahin auf dem Montségur unter der Obhut der Katharerin Esclarmonde de Péreille verbracht, der Tochter des Burgherrn. Am Vorabend der Kapitulation der Burg werden sie von Anhängern der Prieuré heimlich den Pog hinab evakuiert, während Esclarmonde ihrer Katharergemeinde in den Tod auf dem Scheiterhaufen folgt. Der Verfolgung durch die geheimen Dienste der römischen Kurie ausgesetzt, sind die Kinder von nun an zu einem Leben auf der Flucht unter dem Schutz ihrer Helfer gezwungen. Unter diesen erweist sich ihnen der dicke Franziskaner William von Roebruk als ihre wichtigste Bezugsperson, der selbst nicht der Prieuré angehört und auch nur unfreiwillig in ihr abenteuerreiches Leben gestolpert ist. Weil William abseits zu den Plänen und Zielen der Prieuré steht, ist er der einzige, der zu den Kindern eine auf Vertrauen und Mitgefühl fußende Beziehung aufbauen kann, der sie um ihrer selbst willen liebt und umsorgt. In ihren Kindertagen ist er ihre „Ersatzmutter“, später dann ihr vertrauter Gefährte und Teilhaber ihrer Abenteuer.
Als Kinder teilen sich Roç und Yeza einen Hang zur furchtlosen Neugier, besonders was das Auskundschaften von Burgen und Palästen mit allen Geheimgängen und Fallen betrifft. Wie ihre Beschützer sind auch sie schon früh von ihrer unzertrennlichen, zunächst noch geschwisterlichen Zuneigung zueinander überzeugt, die sich im Verlauf ihres Heranwachsens um eine sexuelle Natur erweitert. Obwohl beide gleich alt sind, besticht Yeza durch eine vorzeitige Reife und Roç mit einer kindlichen Unbedarftheit. Später neigt Yeza stärker dem geistigen Wissen und Spirituellen zu, während Roç eher praktisch veranlagt ist und nach logischen Antworten sucht. Zu Mann und Frau herangewachsen, nimmt das Paar seiner königlichen Herkunft entsprechend einen Stand in der feudalherrschaftlichen Gesellschaft des 13. Jahrhunderts als Ritter und Dame im Zentrum eines Minnehofes ein.
Im Roman ist die genaue Herkunft der Gralskinder für die meisten, einschließlich für Roç und Yeza selbst, ein Rätsel. Einig sind sich alle nur darüber, dass in ihnen die Linien des kaiserlichen Hauses der Staufer und der Trencavel zusammenfinden. Ersteres Geschlecht wurde seit der Herrschaft Kaiser Friedrichs II. (1220–1250) von der römischen Kirche bekämpft und letzteres galt während des Albigenserkreuzzuges als Beschützer der von der Kirche ebenso obsessiv wie brutal verfolgten Katharer. Allein schon aus diesem Umstand rechtfertigt die Kurie ihre Verfolgung der vermeintlichen „Ketzerkinder“, welche als Bedrohung für den universellen Herrschaftsanspruchs des Papstes angesehen werden. Für die Pieuré de Sion aber gelten sie als „Kinder des Gral“, also in der Blutlinie Christi stehend und damit prädestiniert für die Herrschaft über das anbrechende Friedenskönigreich. Im Orient oder bei den Mongolen werden sie gelegentlich als Kinder eines „Königs Gral“ angenommen.
Roç und Yeza selbst halten sich lange für Halbgeschwister, mit Esclarmonde de Pereille als gemeinsamer Mutter, womit sie bewusst eine inzestuöse Beziehung führen. Yeza hält dazu den gefangenen Kaisersohn Enzio für ihren leiblichen Vater, während Ramon Roger III. Trencavel (X 1240) der Vater von Roç ist.
Aus berufenem Mund diverser Beteiligter wird im Roman allerdings auch die tatsächliche Abstammung der Kinder klargelegt, wonach sie tatsächlich Tante und Neffe sind. Yeza selbst ist eine uneheliche Tochter Kaiser Friedrichs II., wovon ihre charakteristische „stauferische Zornesfalte“ zeugt, der ihre Mutter Esclarmonde de Pereille auf Sizilien verführt hat. Mit dem Kind niedergekommen ist Esclarmonde 1240 auf dem Montségur. Die Mutter von Roç ist dagegen Blanchefleur, ein anderes Bastardkind des Kaisers und damit Halbschwester von Yeza, deren eigene Mutter außerdem niemand geringere als die Großmeisterin der Prieuré de Sion ist. Marie de Saint-Clair hat 1223 in Ferentino eine Affäre mit dem Kaiser gesucht (doch andere sprechen von Vergewaltigung), um von ihm ein Kind zu empfangen. Ihre Tochter Blanchefleur hat sie in Frankreich aufgezogen, wo diese als junge Dame eine unglückliche Liaison mit Ramon Roger III. Trencavel einging. Bevor dieser 1240 im Aufstand gegen die Krone den Tod gefunden hatte, zeugte er mit ihr einen Sohn, den sie noch im selben Jahr auf dem Montségur gebar. Den kleinen Roç hat Blanchefleur darauf in die Obhut der ebenfalls gerade Mutter gewordenen Esclarmonde gegeben, um sich selbst in ein Kloster zurückzuziehen, wo sie dann bald gestorben ist.

### William von Roebruk
Der historische Wilhelm von Rubruk ist einzig durch seine von 1253 bis 1254 andauernde Reise zum Großkhan der Mongolen nach Karakorum bekannt, die er dem König Ludwig IX. von Frankreich in einem in Briefform gehaltenen Bericht beschrieben hat. In diesem Bericht ist sein Augenmerk auf seine Mission konzentriert, während persönliche Angaben darin nur spärlich gesät sind. Diesen zufolge war er flämischer Herkunft (Rubrouck im heutigen Frankreich) und Mönch im „Orden der minderen Brüder“ (Franziskaner, OFM). Er kannte den Markt und das Kloster von Saint-Denis und die Breite der Seine bei Paris, die er als viermal so gering wie die der Wolga beschrieb. Er war ein Kenner französischer Weine und beleibt, weshalb er auf seiner Reise stets bedacht war von den Mongolen nur kräftige und ausdauernde Pferde gestellt zu bekommen. Außerdem hatte er Freunde in Frankreich, die er nach seiner langen Abwesenheit gerne wiedersehen wollte, würden seine Ordensoberen im Heiligen Land ihm doch nur die Rückkehr nach Frankreich erlauben. Auch waren ihm die Reiseberichte von Johannes de Plano Carpini und Andreas von Longjumeau bekannt. Dieser Informationen bediente sich Autor Peter Berling, um für seinen Roman eine fiktive Biografie rund um diesen Protagonisten zu konstruieren.
Im Roman studierte der junge William an der Universität von Paris Theologie und hat im Anschluss eine Anstellung bei Hofe als Arabischlehrer des Königs erhalten. Zuhause wähnt er sich allerdings beim einfachen Gesinde in der Palastküche und pflegt Umgang mit gemeinem Volk in Schankstuben und zwielichtigen Häusern. Zu den strengen Regeln seines Ordens findet er nur dann zurück, wenn die Umstände ihn dazu nötigen. Schließlich wird er 1243 vom König beauftragt, diesem Bericht über die Belagerung des Montségur zu erstatten, wofür er sich seines gewohnten Müßiggangs beraubt auf die Reise in das Albigenserland begeben muss, nichts ahnend, dass ihm von nun an ein Leben voll von Abenteuer und Gefahr bevorsteht. Beharrlichkeit und Bauernschläue, Unverfrorenheit und gelegentlicher Mut sind die Charaktereigenschaften, mit denen er an der Seite der Kinder des Gral auch den schwersten Prüfungen entgegentritt. Aus einem im Jahr 1251 mit dem Franziskus-Biografen Thomas von Celano geführten (fiktiven) Dialog ist zu entnehmen, dass William zu diesem Zeitpunkt dreißig Jahre alt ist, sein Geburtsjahr also um 1220/21 datiert und er zu Beginn der Romanhandlung zweiundzwanzig ist. Er nennt sich selbst in seinem englischen Idiom, weil er während seiner Studienzeit von dem aus England stammenden Magister und Ordensbruder Roger Bacon so genannt worden ist.
Roger Bacon war der Reisebericht Rubruks tatsächlich bekannt, eine persönliche Begegnung der beiden wird sogar um das Jahr 1257 in Paris vermutet. Aber ob sich beide, wie im Roman angedeutet, schon vor 1243 gekannt haben kann, dagegen nicht mit Sicherheit bestimmt werden. Des Weiteren kreuzt sich Williams Weg im Roman mit dem seiner Ordensbrüder Johannes de Plano Carpini und Benedikt von Polen auf deren Rückreise von den Mongolen 1247 in Konstantinopel, aber tatsächlich haben diese dort nie Station gemacht. Da aber der historische Rubruk den Reisebericht seines italienischen Mitbruders kannte, ist zumindest eine persönliche Begegnung zwischen diesen durchaus anzunehmen. Die Gesandtschaft des Plano Carpini ist 1247 direkt nach Lyon zum päpstlichen Hof zurückgereist, wo nur ein Jahr später König Ludwig IX. und mit ihm wohl auch Rubruk auf dem Weg nach Aigues-Mortes zur Einschiffung zum Kreuzzug einen Halt eingelegt haben. Auch den anderen Mongolenreisenden, Andreas von Longjumeau, dürfte Rubruk persönlich gekannt haben, hat doch auch dieser dem Kreuzzugsgefolge angehört. Dessen Rückkehr von den Mongolen 1251 zu Caesarea Maritima, hat der König zum Anlass einer neuerlichen Expedition genommen, die nun der Leitung von Rubruk anvertraut wurde, der in seinem Bericht gleich mehrfach auf die Erfahrungen des „Bruders Andreas“ Bezug nahm. Im zweiten Band der Reihe stellt sich William als Secretarius in den Dienst des Jean de Joinville. Eine persönliche Begegnung zwischen ihnen ist historisch nicht verbürgt, doch auch nicht ganz auszuschließen, da beide spätestens ab dem Winter 1248 auf Zypern zeitgleich dem königlichen Kreuzzugsgefolge angehört haben. Joinville erwähnte die Rückkehr der Gesandtschaft Longjumeaus 1251 in Caesarea, wusste allerdings nichts über die darauf folgende Expedition Rubruks zu berichten.
Im Roman beginnt William seine Mongolenreise im italienischen Ostia, tatsächlich aber dürfte er sich unmittelbar vom Heiligen Land aus nach Konstantinopel (wo sein Reisebericht beginnt) aufgemacht haben. Denn das ihm von König Ludwig IX. mitgegebene Beglaubigungsschreiben hat er noch in Akkon ins Arabische und Syrische übersetzten lassen. In Karakorum sind er und seine Begleiter im April 1254 vom obersten Sekretär und Richter des Khagans, Bulgai, einem Verhör unterzogen worden, weil das Gerücht umgegangen ist, dass vierhundert verkleidete Assassinen (Hacsasini) zu einem Attentat gegen den Herrscher ausgesandt worden seien. Sein Verhältnis zum Großkhan Möngke hat Rubruk als positiv und verständnisvoll beschrieben, auch weil er gegenüber den Mongolen, die für religiöse Fragen eher Gleichgültigkeit aufbrachten, auf eine allzu offensive Missionstätigkeit verzichtet habe. Ob dies der Wahrheit entsprach kann allerdings angezweifelt werden. Denn Rubruk berichtete noch von der Einberufung des Kapitels seiner Ordensprovinz in der Levante zu Tripolis im selben Monat seiner Rückkehr dem August 1255. Von dem daran teilnehmenden Mönch Iacobus de Iseo ist überliefert, wie bei dieser Versammlung eine Beschwerde des armenischen Königs Hethum I. gegen ihren „Bruder Wilhelm“ zur Sprache gekommen ist. Der König war persönlich nach Karakorum gereist, wo er im August 1254 wenige Wochen nach der Abreise Rubruks eingetroffen war und eine Audienz beim Großkhan Möngke erhalten hat. Der Großkhan habe bei dieser Gelegenheit den missionarischen Eifer des zuvor bei ihm weilenden Mönchs Wilhelm angesprochen, den er als äußerst dreist und aufdringlich empfunden habe, weshalb König Hethum nach seiner Rückkehr im Juli 1255 diese Beschwerde an die Franziskaner weiterreichte, hing doch die Zukunft seines kleinen Reiches wie auch der Christen des Morgenlandes vom Wohlwollen der mächtigen Mongolen ab. Im Roman ist William jedenfalls ein Trinkfreund des Großkhans geworden, der ihn sogar zum Patriarchen einer neuen mongolischen Reichskirche basierend auf den wahren Regeln des heiligen Franziskus (von denen Bischof Guido von Assisi eine Abschrift getätigt hat, siehe Franziskus..., 1990) machen will. Erst von Intrigen beeinflusst muss Möngke seinen Freund widerwillig zu seinem König zurückbefehlen.
Die Nachrichten über den historischen Rubruk enden im Jahr 1255 mit seiner Rückkehr in das Heilige Land zu Tripolis. Hier ist ihm von seinen Ordensoberen die Rückreise nach Frankreich untersagt worden, stattdessen hatte er einen Lehrauftrag in Akkon erhalten, weshalb er seinen Reisebericht dem König, der schon im Jahr zuvor nach Frankreich zurückgekehrt war, nicht mündlich hatte erstatten können und diesen deshalb per Briefsendung zukommen lassen musste. Eine Rückkehr nach Frankreich wird erst um das Jahr 1257 (s. o.) vermutet. Im Roman jedoch schließt sich William im Spätjahr 1256 dem Gefolge des Hulagu Khan zur Erstürmung von Alamut an und verbleibt bei diesem bis zur Eroberung von Bagdad 1258. Danach versucht er nach Südfrankreich zu reisen, um sich dort dem Hof der Gralskinder anzuschließen, muss dieses Vorhaben nach einer Intrige in Nikäa aber aufgeben. Schließlich wird er in Jerusalem wieder mit Roç und Yeza vereint und wird 1260 Augenzeuge der Schlacht von Ain Djalud.

### Weitere Hauptfiguren
Crean de Bourvian – Als Kind einst Raoul (* 1201) genannt, Sohn des John Turnbull und der Alazais d’Estrombèzes, die 1211 als Katharerin auf dem Scheiterhaufen von Lavaur verbrannt wurde. Er ist nach dem gewaltsamen Tod seiner Frau zum Islam konvertiert und ein „Opferbereiter“ (fidāʾī) der Ismailitensekte von Alamut geworden. Er leitet die Evakuierung der Kinder vom Montségur und nimmt später unter der falschen Identität des Priesters Gosset an Williams Mongolenreise teil.
Konstanz von Selinunt – Eigentlich Fassr ed-Din Octay (* 1215, gen. „der rote Falke“), Sohn des kurdischstämmigen Wesirs Fachr ad-Din und einer christlichen Sklavin. Oft als Gesandter für den Sultan im christlichen Abendland unterwegs, fühlt er sich beiden Welten verbunden. Kaiser Friedrich II. hat ihn zum Ritter geschlagen und außerdem in der „Brautnacht von Brindisi“ (9. November 1225) seine Halbschwester geschwängert. Am Hof zu Kairo wird er nach dem Ende der Ayyubiden ein Gegner Baibars.
In diese Figur sind Motive aus den Biographien der Mamluken Faris ad-Din Aktay (X 1254) und Fachr ad-Din Yusuf (X 1250) eingeflossen. Letzterer war tatsächlich ein Freund des Kaisers und ist von diesem zum Ritter geschlagen worden.
Sigbert von Öxfeld – Deutschordenskomtur von Starkenberg. Ein nachgeborener Sohn (* 1195) derer von Oebisfelde. Eine bärbeißige deutsche Eiche, der einst als junger Ritter aus Liebe am Kinderkreuzzug teilgenommen hat. Nachdem seine Liebe aber als Haremssklavin im Kindbett verstarb, ist er dem Deutschritterorden beigetreten und zu einem väterlichen Freund des Kindes Konstanz geworden. Beide evakuieren 1244 die Kinder des Gral vom Montségur.

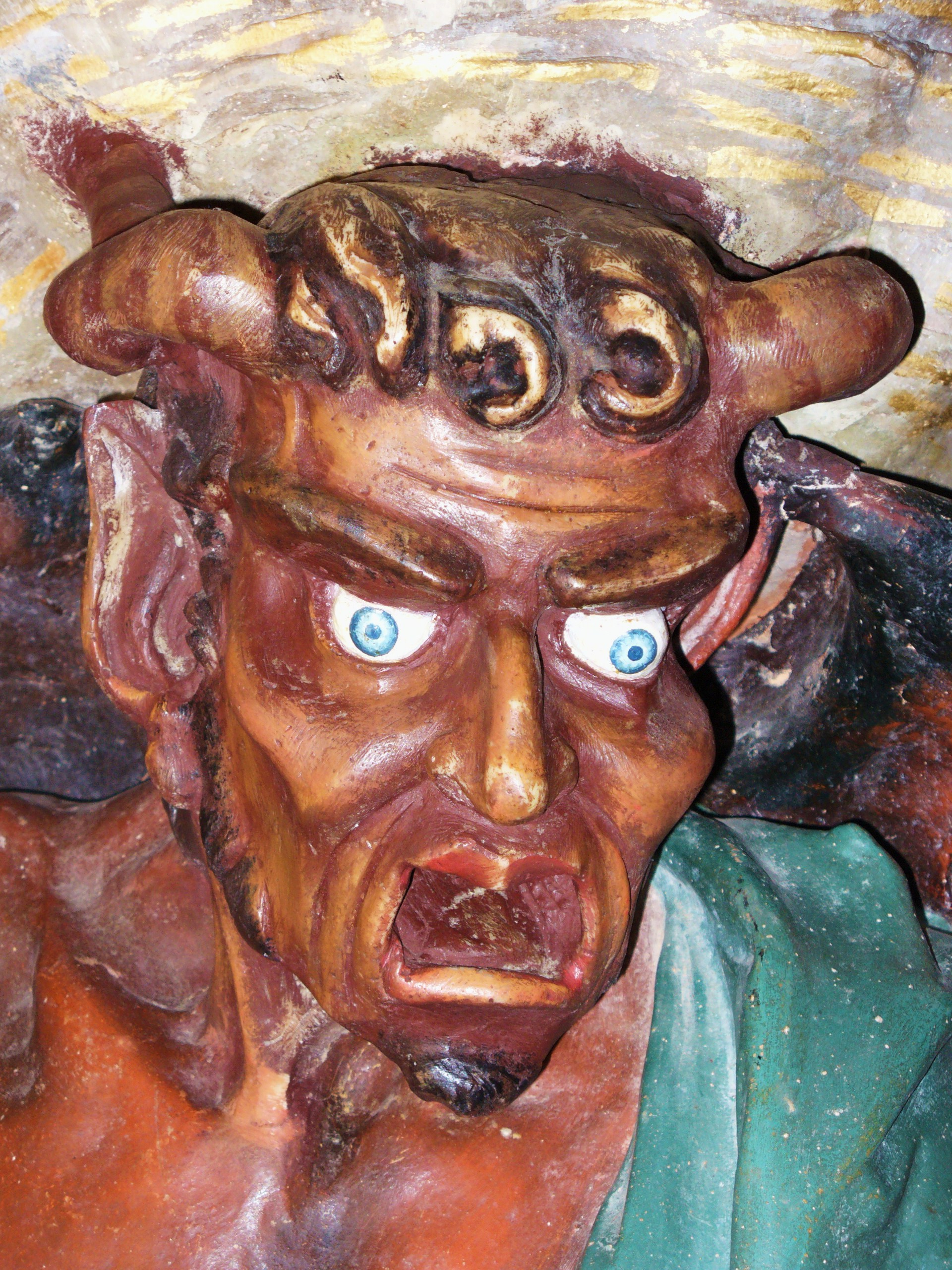
„Der Teufel über dem Eingang“ der Kirche Sainte-Madeleine in Rennes-le-Château.

Gavin Montbard de Béthune – Einflussreicher bis zur Hybris neigender Templerpräzeptor aus altem burgundischem Hause (* 1191), der in Okzitanien gerne einen Ordensstaat errichten würde. Unter seiner Komturei (Sainte-Madeleine) in Rennes-le-Château hortet er gewaltige Schätze materieller wie wissenschaftlicher Art, die dem Weltbild seiner Zeit weit voraus sind.
Laurence de Belgrave – Eine ehemalige Piratin (* 1191, gen. „die Äbtissin“) normannischer Abstammung, rothaarig und herrschsüchtig, die Männer bis auf wenige Ausnahmen gering schätzt. Nun vom Alter geplagte Gräfin von Otranto. Ihre Burg und ihr waffenstarrendes Schiff (eine Triere) sind für die Kinder ein sicheres Refugium. Der Vater ihres eigenen vernachlässigten Sohnes Hamo L’Estrange (* 1229) ist offiziell der kaiserliche Admiral Heinrich von Malta, tatsächlich aber ein verschollener Dschingisidenprinz. Ihrer Ziehtochter Clarion (* 1226), ein weiterer kaiserlicher Bastard und Nichte von Konstanz, ist sie dagegen besitzergreifend zugetan. Am Ende entfliehen ihr beide.
Madulain – Die „Prinzessin der Saratz“ ist eine Cousine von Rüesch-Savoign, der Verlobten von William während dessen Aufenthalt bei diesem Alpenvolk. Mit ihrem ersten Mann Firouz verlässt sie die Gemeinde und gemeinsam treten sie nach Umwegen in den Dienst der Gräfin von Otranto. Während des Kreuzzuges wird sie von Firouz getrennt und zunächst die Favoritin des Sultans Turanschah. Schließlich verliebt sie sich in Konstanz, dessen Frau sie schließlich wird.
Lorenz von Orta – Franziskaner und Anhänger der Prieuré de Sion. Begleitet als „Barzo“ seinen Freund William auf dessen Mongolenreise, unter der falschen Identität des Bartholomäus von Cremona.
Diese Figur basiert auf dem historischen Franziskaner Lorenz von Portugal. Dieser hat am 5. März 1245 zu Lyon, zur selben Zeit wie Plano Carpini, von Papst Innozenz IV. ein Beglaubigungsschreiben erhalten, das ihn gegenüber dem Groß-Khan der Mongolen als päpstlichen Gesandten ausweisen sollte. Dass der historische Lorenz aber tatsächlich eine Mongolenreise durchgeführt hat, ist allerdings fraglich, da über diese wie auch zu seiner Person keine weiteren Informationen überliefert sind.
Gosset – Weltgeistlicher, vom König berufener Gesandter für Williams Mongolenreise, danach Beichtvater der Gralskinder.
Im Roman hat der „falsche Gosset“ (alias Crean de Bourvian) letztlich doch Karakorum erreicht. Der historische Gosset aber musste im August 1253 auf Weisung des Batu Khan im Lager dessen Sohnes Sartaq zurückbleiben, während Rubruk die Reise mit Bartholomäus fortsetzten konnte. Im Haus eines Deutschen in einer auf einer Wolgainsel errichteten Stadt hat er auf das Jahr 1254 unter elenden Bedingungen überwintern können, stets in der Furcht in die Sklaverei zu fallen, sollte Rubruk nicht zurückkehren. Schließlich hat er nach der Führsprache des durchreisenden Königs von Armenien von Sartaq eine bessere Behandlung erhalten. Als Sartaq im Sommer 1254 selber nach Karakorum aufgebrochen war, hat sich Gosset wieder dem Lager Batus an der oberen Wolga angeschlossen. Hier hat ihn am 16. September 1254 der auf der Rückreise befindliche Rubruk wieder angetroffen, worauf sie gemeinsam in das Heilige Land zurückziehen konnten. Gosset war schließlich der Überbringer (lator presentium) von Rubruks Reisebericht an König Ludwig IX. in Frankreich.
Taxiarchos der Penikrat – Der Bettlerkönig von Konstantinopel und dritter Steuermann der Triere. Unternimmt im Auftrag Gavins geheime Erkundungsfahrten über den Atlantischen Ozean hinaus bis hin zu den fernen Inseln („La Merica“).
Yves der Bretone – Ein ehemaliger Priester, der erst zum Totschläger, dann zum Leibwächter König Ludwigs IX. von Frankreich geworden ist. Sein Wunsch nach höherer Anerkennung macht ihn zum todbringenden Werkzeug des Anjou.
Diese Figur stellt eine Kombination zweier historischer Persönlichkeiten dar, die in der Königsvita des Joinville Erwähnung finden. Der Dominikanermönch Yves le Breton wird im Jahr 1251 als diplomatischer Gesandter des im Heiligen Land weilenden Königs Ludwig IX. von Frankreich beim Sultan von Damaskus und beim Oberhaupt der Ismailiten (Assassinen) von Syrien, dem „Alten vom Berge“, beschrieben. Kurz bevor der König im Jahr 1248 zu seinem Kreuzzug in den Orient aufgebrochen war, hat er in Paris als Richter in einem Prozess vorgesessen, in dem ein Priester wegen Totschlags an drei königlichen Sergeanten angeklagt war, welche zuvor die Zivilbevölkerung drangsaliert hatten. Wegen des Totschlags für schuldig befunden, hatte der Priester alle geistlichen Würden verloren, ist aber aufgrund seiner Courage vom König in dessen persönliches Kreuzzugsgefolge aufgenommen worden, womit der Verurteilte die Chance zum Ablass seiner begangenen Sünden erhalten hat.
Jean de Joinville – Ein treuer Lehnsmann seines Königs und, durch höhere Fügung, Chronist mit Anspruch.
Der historische Seneschall der Champagne ist entgegen der im Roman gezeichneten Charakterisierung nicht infolge einer Duellverletzung impotent geworden, worauf sich sein Bestreben begründet habe, der ruhmreichste Chronist seiner Zeit werden zu wollen. Noch war er je in Konstantinopel oder auf Sizilien. Die Herren von Joinville führten überdies auch nicht den Titel eines Grafen.

### Weitere Nebenfiguren
| Freunde und Beschützer0 |
| Rüesch-Savoign – die Tochter von Xaver, Cousine von Madulain und Verlobte von William |
| Guiscard (gen. „der Amalfitaner“) – erster Steuermann der Triere. Ein normannischer Haudegen. |
| Firouz – zweiter Steuermann der Triere. |
| der Knappe Philipp; die Hofdame Mafalda de Levis; der Troubadour Jordi Marvel; die Zofe Geraude; die Toltekenprinzessin Potkaxl; der Wesir Kefir Alhakim und sein Sohn Kadr ibn Kefir Benedictus (gen. „Beni der Kater“) – das Hofgefolge der Gralskinder. |
| Raoul de Belgrave, Pons de Levis und Mas de Morency – ein okzitanisches Trio infernale. |
| Simon de Cadet – Kommandant der Templer von Linosa. |
| der Ritter Terèz de Foix, dessen Frau Berenice de Tarascon und deren Bruder Pons de Tarascon, der ehemalige Inquisitor Guy de Muret |
| Ingolinde und Guillaume Buchier – eine Wanderhure aus Metz und ein Meisterschmied aus Paris. |
| Tarik ibn-Nasr – der Kanzler der Assassinen von Masyaf. |
| John Turnbull, alias Conde du Mont Sion – der Vater von Crean und geistiger Vater des »Großen Plans«. |
| Ezer Melchsedek und Jakov Ben Mordechai – Kabbalist der eine und Schriftgelehrter der andere. |
| Mauri En Raimon – ein katharischer Perfectus. |
| der Kabbalist Joshua (gen. „Josh der Zimmermann“), der einarmige Templer David von Borsa und der Derwisch Jalal al-Sufi – der Stammtisch „zum letzten Nagel“.                                                                                              |
| Abu Bassiht – ein Sufi. |
| Loba, alias Roxalba de Cab’Aret (gen. „die Wölfin“) – die Hexe des Corret. |
| Guillem de Gisors – Templer, der Stiefsohn der Großmeisterin. |
| Marie de Saint-Clair (gen. „La Grande Maitresse“) – die Großmeisterin der Prieuré de Sion. |

| Im Dienst der Kurie0 |
| Vitus von Viterbo – OP, der Bastard des grauen Kardinals. Ein Inquisitor. |
| Rainer von Capoccio (gen. „der graue Kardinal“) – OCist, der Leiter der geheimen Dienste der Kurie. |
| Rainaldo di Jenna, alias Alexander IV. – Kardinalerzbischof von Ostia, Leiter der geheimen Dienste und dann auch noch Papst. |
| Oktavian degli Ubaldini – dessen Nachfolger als Leiter der geheimen Dienste. |
| Jakob Pantaleon – Patriarch von Jerusalem. |
| Elia von Cortona (gen. „der Bombarone“) – OFM, der Generalminister der Franziskanerbruderschaft. |
| Giovanni del Piano di Carpinis (gen. „Pian“) und Benedikt von Polen – OFM, Mongolenreisende. |
| Andreas von Longjumeau, Anselm von Longjumeau (gen. „Fra’ Ascelin“) und Simon von Saint-Quentin – OP, weitere Mongolenreisende. |
| Bartholomäus von Cremona (gen. „Barth“, oder „der Grottenmolch“) – OFM, ein Agent der geheimen Dienste. |
| Bezù de la Trinité (gen. „die dicke Trini“) – Inquisitor von Carcassonne. |
| Nicola della Porta – der lateinische Bischof von Konstantinopel. |
| des Weiteren: Bischof Durand von Albi; Patriarch Alberto von Antiochia und Bischof von Sidon; der Priester Niklas von Akkon; Patriarch Robert von Jerusalem; der päpstliche Kreuzzugslegat; der Chronist Thomas von Celano; der Maler Cimabue |

| Die Christen0 |
| Xacbert de Barbaira, Wolf von Foix und Oliver von Termes – okzitanische Faydits, die einen mehr, der andere weniger. |
| Großmeister Guillaume de Sonnac; Marschall Renaud de Vichiers; Komtur Etienne d’Otricourt; Botho von Saint-Omer – Offiziere des Templerordens.                                                                                        |
| Georges Morosin (gen. „der Doge“) – der Templerkomtur von Askalon. |
| Meister Guillaume de Chateauneuf; Vizemeister Jean de Ronay; Marschall Leonardo di Peixa-Rollo; Komtur Jean-Luc de Granson – Offiziere des Johanniterordens.                                                                          |
| Bohemund von Antiochia (gen. „Bo“) und seine Mutter Lucienne di Segni – die Fürstenfamilie von Antiochia. |
| König Ludwig IX. und seine Königin Margarete, Robert d’Artois, Alphonse de Poitiers, Charles d’Anjou – die königlichen Brüder von Frankreich.                                                                                         |
| der Kaplan Robert von Sorbon, der Konnetabel Gilles le Brun, der Zeugmeister Jean der Armenier – das königliche Gefolge. |
| Rinat Le Pulcin – ein Meistermaler und Agent von Venedig. |
| Manfred und Enzio – zwei weitere kaiserliche Bastarde. |
| Johannes von Procida und Maletta – Kanzler der eine und Kämmerer der andere von König Manfred. |
| Oberto Pallavicini – Vikar der Staufer in Reichsitalien. |
| Dietrich von Röpkenstein – der Totschläger des Reiches und vierter Steuermann der Triere. |
| Brancaleone – Volksführer und Senator von Rom. |
| Alekos – griechischer Patron einer Taverne im Hafen von Palermo. |
| Hethum I. von Armenien und Sempad der Konnetable – die königlichen Brüder von Armenien. |
| Hugues d’Arcis und Pier de Voisins – Seneschalle von Carcassonne. |
| Beccalaria – ein Katapultbauer. |
| Graf Johannes von Sarrebruck und sein Bruder Graf Gobert d’Aprémont; Graf Peter „Mauclerc“ von der Bretagne; Baron Philipp de Montfort; Graf William von Salisbury; der Graf von Flandern u. v. a. – das königliche Kreuzzugsgefolge. |

| Die Muslime0 |
| el-Mustasim – der Herrscher aller Gläubigen. |
| Sultan Ayub; sein Sohn Sultan Turanshah; die Sultana Schadschar ad-Durr; der kleine Sultan Musa – die Herrscherfamilie von Ägypten… |
| Sultan an-Nasir Yusuf, sein Sohn El-Aziz, sein Onkel Turanshah ibn az-Zahir, sowie der Emir von Homs al-Aschraf Musa (gen. „Schielauge“) – …und ihre syrischen Vettern. |
| Baibars (gen. „der Bogenschütze“), seine Schwester Shirat und sein Sohn Mahmoud (gen. „der Feuerteufel“) – der mächtige Mameluk und seine Familie. |
| Aibeg und Qutuz – zwei Emire der Mameluken und Putschisten. |
| Ali – der Sohn von Aibeg. |
| Fakhr ed-Din – Großwesir der Ayyubiden; der Vater von Konstanz |
| der Oberhofkämmerer von Damaskus Abu Al-Amlak (gen. „Vater des Riesen“); der Gouverneur von Kairo Husam ibn abi’ Ali; der Obereunuch des Harems Gamal ed-Din Mohsen; der Hofchronist Ibn Wāsil; der Hofdichter Baha ad-Din Zuhair; der dolmetschende Konvertit Raschid al-Kabir – die Hofkamarilla der Ayyubiden. |
| Muhammad III. und sein Sohn Khurshah (gen. „das Kalb“) – die Herrscher der Ismailiten von Alamut |
| Zev Ibrahim (gen. „Zev auf Rädern“) und Herlin – Ingenieur der eine und Bibliothekar der andere von Alamut. |
| Kasda und Pola – Astrologin die eine und Vorsteherin des Paradieses die andere von Alamut, die Töchter von Crean. |
| Hasan Mazandari – der Kommandant von Alamut. |
| Taj al-Din – der Gran Da’i von Masyaf. |
| Omar – ein Fida’i. |
| el-Din Tusi – ein gelehrter Exilant in Alamut. |
| Naiman – ein Agent, zunächst des Kalifen, später der Mameluken. |
| Badr ed-Din Lulu – der Atabeg von Mossul. |
| El-Kamil – Herr auf Burg Mayyafaraqin. |
| Jalaluddin Rumi „Mevlana“ – der Vater des Sufismus. |
| Abdal der Hafside – ein Sklavenhändler aus Tunesien. |

| Bei den Mongolen0                                                     |
| Möngke Khan, Kubilai, Hulagu und Ariqboga – die Söhne des Toluy.      |
| Batu und sein Sohn Sartaq – die Herrscher der Goldenen Horde.         |
| Bulgai – der Oberrichter der Mongolen.                                |
| Ata el-Mulk Dschuveni – der Kämmerer des Hulagu.                      |
| Kitbogha und seine Söhne Kito und Baitschu – der Feldherr des Hulagu. |
| Arslan – ein Schamane.                                                |
| Aibeg und Seriks – zwei mongolischen Emissäre.                        |
| Theodolus – Williams Sekretär in Karakorum.                           |
| Sergius – ein intriganter armenischer Mönch.                          |

u. v. a.

## Hintergründe
Die Verarbeitung moderner Legenden und Mythen rund um das Thema Heiliger Gral spielen in allen Werken Berlings eine wichtige Rolle. Als Grundlage und Inspirationsquelle seines allgemeinen Interesses am Gralsstoff nennt er die von Otto Rahn († 1939) in dessen 1933 veröffentlichten Werk Kreuzzug gegen den Gral, die Geschichte der Albigenser aufgestellten Thesen zur Identifizierung der Gralsburg Munsalvaesche mit dem Montségur in Südfrankreich und die dort im 13. Jahrhundert sozialisierte Glaubensgemeinde der Katharer (Albigenser) als Hüter des Grals. Des Weiteren bedient er sich der von Pierre Plantard († 2000) kolportierten Verschwörungstheorien rund um die Geheimgesellschaft der Prieuré de Sion und den darauf aufbauenden pseudowissenschaftlichen Erkenntnissen von Henry Lincoln, Michael Baigent und Richard Leigh (The Holy Blood and the Holy Grail, 1982) um eine im Verborgenen existierende Blutlinie des Grals.
Die Gralspentalogie ist Bestandteil eines Erzähluniversums, das alle historischen Romane von Berling umfasst. Insbesondere jene Romane, deren Handlung sich im 13. Jahrhundert abspielt, teilen sich dabei ein gemeinsames Figurenpantheon. Hierzu zählen mit Bezug zu den Kindern des Gral die folgenden Werke von Berling:
- Die Ritter zum Heiligen Grab. List, Berlin 2009, ISBN 978-3-471-79571-2 (Die Gründung des Templerordens)
- Franziskus oder Das zweite Memorandum. Goldmann, München 1989, ISBN 3-442-09456-9 (Bischof Guido in Assisi ist der Bruder der Laurence de Belgrave)
- Die Ketzerin. Bastei-Verl. Lübbe, Bergisch Gladbach 2001, ISBN 978-3-404-14627-7 (Die Geschichte der Laurence de Belgrave)

## Bemerkungen und historische Ungenauigkeiten
- Im Roman wird erwähnt, dass Andreas von Longjumeau drei Reisen zu den Mongolen unternommen habe, tatsächlich aber waren es nur zwei (1245–1247 und 1248–1251). Außerdem war Fra’ Ascelin nicht sein leiblicher Bruder und hat ihn auch nicht auf der zweiten Reise begleitet.
- Dass der historische Mönch Simon von Saint-Quentin am Kreuzzug nach Ägypten teilgenommen habe und auf diesem umgekommen sei, ist eine Erfindung des Romans.
- Williams fröhliche Wanderhure Ingolinde basiert auf der Frau „Pascha aus Metz in Lothringen“, der Rubruk im Januar 1254 im Jurtenlager des Möngke Khan bei Karakorum begegnet ist. Sie war 1241 von den Mongolen in Ungarn in das Tatarenland verschleppt worden, wo sie Dienerin einer Dschingisidenprinzessin wurde und einen russischen Jurtenbauer geheiratet hat.[23]

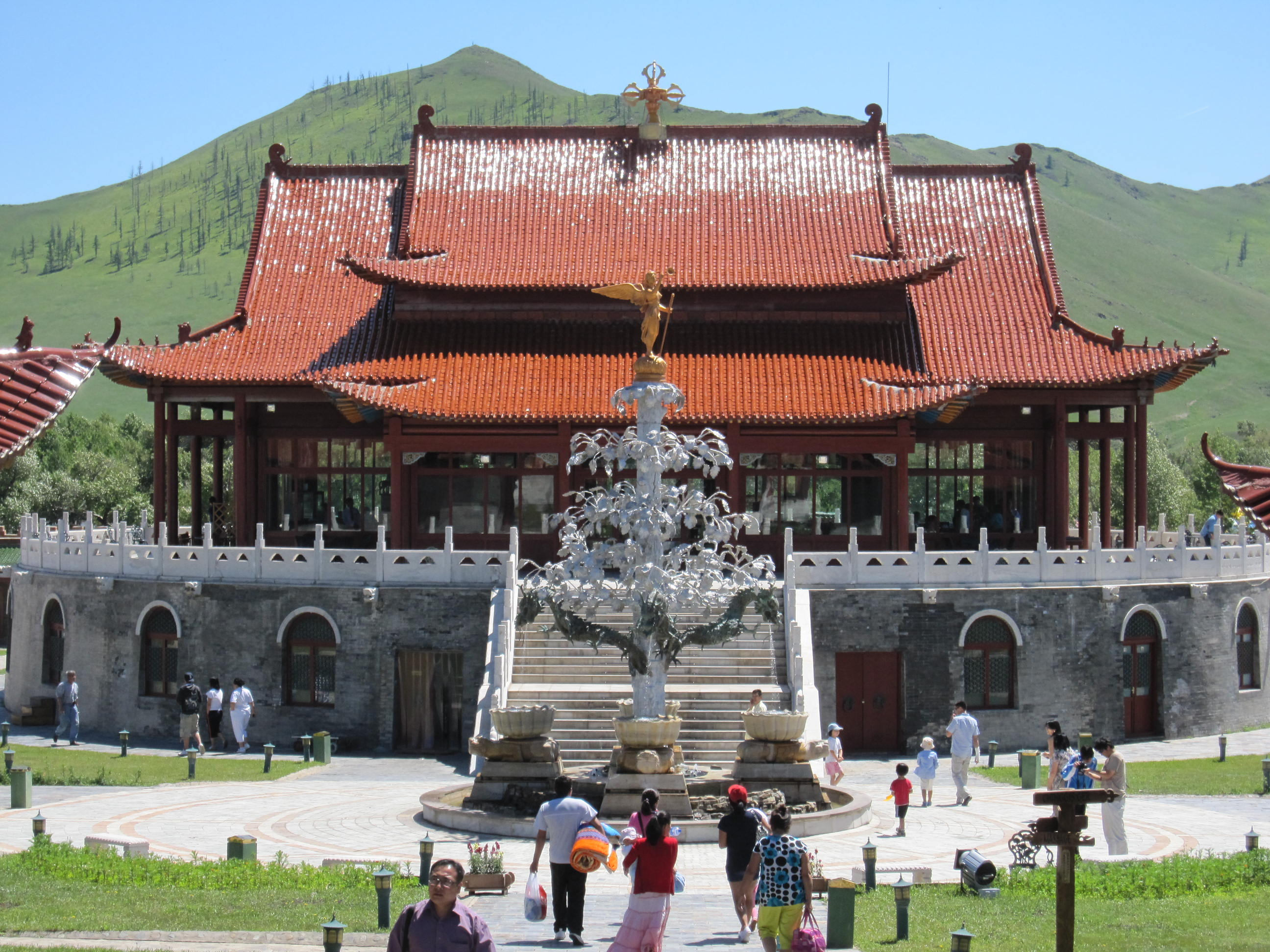
Der silberne Trinkbaum von Meister Buchier als moderne Brunnenreplik im Komplex des Hotel Mongolia (Монгол Шилтгээн) östlich von Ulaanbaatar.

- Dass der historische Kunstschmied Buchier 1248 als Angehöriger der Gefolgschaft des Andreas von Longjumeau zu den Mongolen gekommen sei, ist eine Erfindung des Romans, wie auch seine Anwesenheit auf der Assassinenburg Masyaf im Jahr 1251. Tatsächlich ist auch er 1241 in Ungarn in die mongolische Gefangenschaft gefallen und in Karakorum zu einem Sklaven des Ariqboga geworden, als den ihn Rubruk 1254 kennen gelernt hat.[24] Der vom Meister geschaffene silberne Trinkbaum für den Palast des Großkhans spielt auch im Roman eine nützliche Rolle.
- Der schreibbegabte historische Benedikt von Polen verfasste unter anderem einen eigenen kurzen Bericht über seine Reise mit Plano Carpini.[25] Er hat noch im Jahr 1252 gelebt, als er einer der Zeugen im Kanonisationsprozess für Stanislaus von Krakau war.[26]
- Der historische Patriarch zu Konstantinopel hat zum Zeitpunkt der Romanhandlung dort nicht residiert.[27] Auch war er kein Bastardsohn des Bischofs Guido von Assisi.
- Der im Roman kurz auftretende allwissende Meisterfälscher der Kurie Matthäus von Paris ist eine Referenz an den englischen Chronisten Matthäus Paris, dessen Chronica majora eine weitere vom Autor hinzugezogene Quelle für den Roman war.
- Der Vizemeister der Johanniter Jean de Ronay ist tatsächlich schon im April 1250 in Ägypten gefallen.
- Oliver von Termes hat nicht an der Reise des Königs von Armenien nach Karakorum (1254–55) teilgenommen. Zudem ist er erst 1275 im Heiligen Land gestorben, genauso wie der historische Seneschall Pierre de Voisins erst zu einem späteren Zeitpunkt (ca. 1267) als im Roman verstorben ist.
- Dass der Sklavengardist Baibars eine Schwester namens Shirat gehabt hätte, ist in die Welt der folkloristischen Lebensbeschreibung (arabisch سيرة, DMG Sīrat) einzuordnen.[28] Auch der Sohn Mahmoud ist fiktiv.
- Die königlichen Brüder von Frankreich waren alle zum Zeitpunkt des Kreuzzuges bereits verheiratet. Bis auf Königin Margarete spielen die Ehefrauen der anderen Brüder im Roman aber keine Rolle und werden auch sonst nicht erwähnt. Robert d’Artois beabsichtigt sogar Yeza zu seiner „Königin von Ägypten“ zu machen. Das Charles d’Anjou schon zur Zeit der Romanhandlung nach der Krone von Sizilien gestrebt hätte ist eine Interpretation des Romans.
- Die Übergabe von Damiette und gleichzeitige Freilassung des Königs und seines Gefolges ist bereits am 6. Mai 1250 vollzogen worden und nicht wie im Roman vier Tage später. Weder der König noch irgendein anderer seiner Kreuzritter ist jemals bis zu den Pyramiden von Gizeh gekommen, auch nicht während der Gefangenschaft.
- Der Magister Robert de Sorbon hat nicht am Kreuzzug teilgenommen. Im besagten Zeitraum hatte er in Paris sein theologisches Kollegium (Collegium Sorbonicum) gegründet.
- Der historische Graf von Saarbrücken (iure uxoris) hieß in Wirklichkeit Gottfried, aber schon der mit ihm verwandte Joinville nannte ihn aus unbekannten Gründen Jehan, was im Roman als „Johannes“ beibehalten wird.[29] Gobert d’Apremont hatte im Gegensatz zu seinem Bruder den Kreuzzug überlebt.
- Der historische Dichter Baha ad-Din Zuhair ist tatsächlich erst 1258 an einer in Kairo ausgebrochenen Epidemie gestorben.[30]
- Im Roman wird der Verteidiger von Aleppo Turanshah als ein Onkel des Ayyubidensultans an-Nasir von Damaskus bezeichnet, was noch durch ein Patronym (ibn az-Zahir) unterstrichen wird. Tatsächlich aber war er dessen Großonkel, als ein Sohn des berühmten Gründers der Ayyubidendynastie Saladin.
- Die Geschichte des Theodolus ist für den Roman gänzlich neu geschrieben worden. Tatsächlich hat Rubruk ihn als einen Betrüger beschrieben, der sich als falscher Gesandter gegenüber den Mongolen ausgegeben hat und letztlich in Nikäa im Kerker des Kaisers Johannes III. Vatatzes gelandet ist.[31]

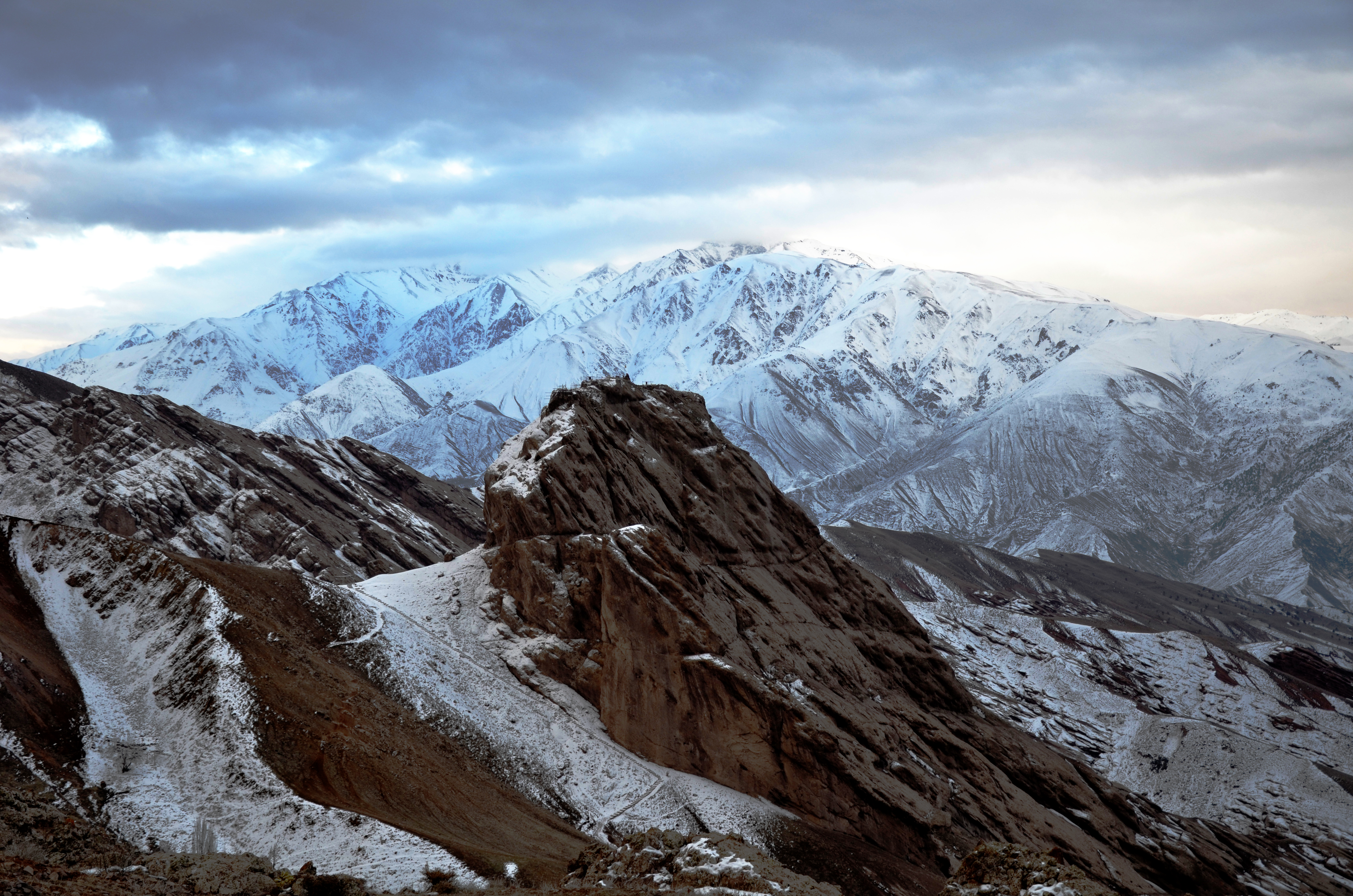
Die Ruine der historischen Burg Alamut.

- Im Roman wird der Imam Khurshah nach dem Fall von Alamut der Vergeltung der weiblichen Familienangehörigen des Tschagatai Khan († 1242) überantwortet, weil dieser einst von Assassinen ermordet worden sei. Tatsächlich wurde der Imam erst im Sommer 1257 in der Nähe des Jurtenlagers des Möngke Khan mit vielen anderen Familienmitgliedern massakriert, als Vergeltung für die Untaten seiner Vorväter. Drei seiner Angehörigen waren zuvor schon der Vergeltung eines mongolischen Fürsten überantwortet worden, dessen Vater Tschagatai von Assassinen ermordet worden war. Dieser war allerdings nicht mit dem gleichnamigen Sohn des Dschingis Khan identisch.[32]
- Der „Adlerflug“ der Assassinen basiert auf der Überlieferung des italienischen Chronisten Francesco Pipino († ca. 1330), wonach die Anhänger des Alten vom Berge als Demonstration ihrer absoluten Loyalität auf dessen Weisung hin blindlings von den Mauern ihrer Burg gesprungen seien.[33]
- Der Atabeg von Mossul, Badr ed-Din Lulu, ist schon im Jahr 1259 gestorben.
- Das Alpenvolk der Saratz, welches dem Kaiser treu ergeben für diesen die „Punt’razena“ (Sarazenenbrücke) bewacht, ist von der als widerlegt geltenden Mutmaßung um einen Einfall und der Sesshaftwerdung von Sarazenen in den Tälern Graubündens im 10. Jahrhundert inspiriert.
- Als William und seine Gefährten auf der Flucht vor den päpstlichen Häschern eine Nacht im Castel del Monte verbringen, erinnert er sich an einen „Bruder Umberto“, von welchem er während seiner Studentenzeit in Paris offenbart bekommen hat, dass die Acht die Zahl der Vollendung sei. Dies stellt einen Verweis auf den ersten Roman von Umberto Eco Der Name der Rose (1980) dar, in welchem der Protagonist Adson von Melk die Architektur der Abtei beschreibt und dabei bemerkt, dass im Grundriss ihres Aedificiums, der dem Castel del Monte entliehen ist, alle heiligen Zahlen zu einer herrlichen Eintracht zusammenfinden. Darunter die Acht als „die Zahl der Vollendung jedes Vierecks“. Autor Peter Berling hat in der gleichnamigen Romanverfilmung von 1986 eine kleine Statistenrolle gespielt.

## Internationale Ausgaben
Als Übersetzung ins Französische, vorgenommen von Jacques Say und Olivier Mannoni:
- 1996: Les Enfants du Graal.
- 1997: Le Sang des rois.
- 1998: La Couronne du monde.
- 1999: Le Calice noir.
- 2006: La Princesse et le Kilim.

Als Übersetzung ins Spanische, vorgenommen von Helga Pawlowsky:
- 1996: Los hijos del Grial.
- 1995: Sangre de Reyes.
- 1996: La Corona del Mundo.
- 1999: El Cáliz Negro.
- 2005: El Kilim de la Princesa.